# Rivières (Gard)
Rivières ist eine Gemeinde in Südfrankreich. Sie gehört zur Region Okzitanien, zum Département Gard, zum Arrondissement Alès und zum Kanton Rousson. Nachbargemeinden sind Saint-Denis im Nordwesten, Rochegude im Norden, Tharaux im Nordosten, Méjannes-le-Clap im Osten, Fons-sur-Lussan im Südosten, Allègre-les-Fumades im Südwesten und Potelières im Westen.

## Bevölkerungsentwicklung

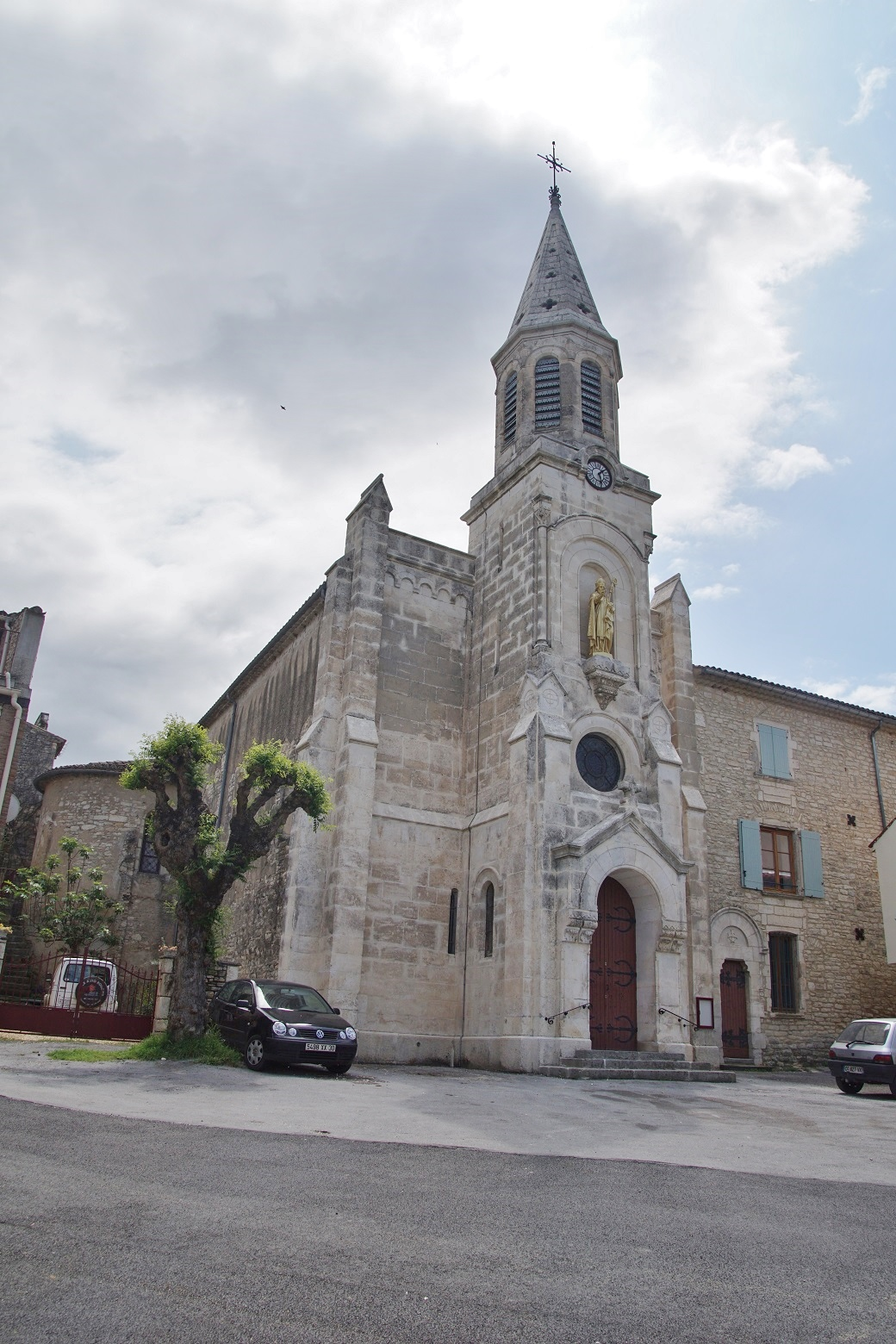
Kirche Saint-Privat

| Jahr      | 1962 | 1968 | 1975 | 1982 | 1990 | 1999 | 2008 | 2017 |
| --------- | ---- | ---- | ---- | ---- | ---- | ---- | ---- | ---- |
| Einwohner | 261  | 240  | 239  | 238  | 227  | 234  | 324  | 362  |